# Triunghiul lui Brocard

Triunghiul lui Brocard (cu negru) al triunghiului ABC. B_{1} şi B_{2} sunt puncte ale lui Brocard

În geometrie, triunghiul lui Brocard al unui triunghi dat este obținut prin unirea fiecărui vârf al triunghiului dat cu punctul lui Brocard corespunzător. Acest triunghi mai este numit și primul triunghi al lui Brocard, întrucât alte triunghiuri pot fi formate, formând triunghiul lui Brocard al triunghiului lui Brocard ș.a.m.d. Triunghiul lui Brocard este înscris în cercul lui Brocard.
A fost descoperit de Henri Brocard, căruia îi poartă numele.